# Velká cena Intervize 1965
Velká cena Intervize 1965, známá také jako Zlatý klíč 1965, v dobových médií uváděno jako Interchanson nebo Intervizní soutěž tanečních písní a šansonů o Zlatý klíč, byl první ročník mezinárodní hudební soutěže Intervize. Soutěž se konala 12. června 1965 v Praze, která byla vybrána, protože byla sídlem mezinárodní organizace Intervize a protože se toho času v Praze konal 2. ročník Mezinárodního televizního festivalu, jehož programu byla soutěž toho roku součástí.

## Soutěž
V Intervizi 1965 debutovalo prvních šest zemí: Československo, Jugoslávie, Maďarsko, Polsko, SSSR a Východní Německo. Každá země vyslala do soutěže jednoho zástupce s jednou nebo dvěma písněmi. Přes účinkování zástupců pouze šesti uvedených zemí se soutěž vysílala i v televizi v Bulharsku a Rumunsku. Zájem o účinkování projevily i členské země Eurovize, tedy země západního bloku. Výsledky soutěže určila mezinárodní porota v tajném hlasování. Soutěž vyhrál Karel Gott s písní Tam, kam chodí vítr spát, se kterou reprezentoval Československo.